# Джонсон, Гарри (футболист, 1899)
Гарри Джонсон (англ. Harry Johnson; 4 января 1899 — май 1981) — английский футболист, нападающий. Лучший бомбардир в истории английского клуба «Шеффилд Юнайтед».

## Футбольная карьера
Джонсон выступал за «Шеффилд Юнайтед» с 1916 по 1931 год. Был нападающим. Всего провёл за клуб 351 матч и забил 252 гола (в том числе 313 матчей и 201 гол в чемпионате). Лучший бомбардир в истории клуба. В сезоне 1924/25 помог «клинкам» выиграть Кубок Англии.
В 1932 году 32-летний нападающий перешёл в «Мансфилд Таун». Несмотря на то, что он провёл в клубе только три сезона, он стал и до сих пор является лучшим бомбардиром клуба за всю его историю (114 голов во всех турнирах, в том числе 104 гола в лиге).

## Участие в войне
Принимал участие в Первой мировой войне, в составе Корпуса королевских инженеров воевал во Франции и Бельгии.

## Достижения
Шеффилд Юнайтед
- Обладатель Кубка Англии: 1925

## Личная жизнь
Его отец Гарри и брат Том также были профессиональными футболистами и выступали за «Шеффилд Юнайтед».
В 2021 году медали обладателей Кубка Англии, принадлежавшие Гарри Джонсону (за победу в 1925 году) и его отцу Гарри Джонсону-старшему (за победу в 1902 году) были выставлены на аукцион.